# Park Forest
Park Forest är en ort (village) i Cook County, och  Will County, i delstaten Illinois, USA. Enligt United States Census Bureau har orten en folkmängd på 22 075 invånare (2011) och en landarea på 12,9 km².